# Kotjärnen, Västergötland
Kotjärnen är en sjö i Svenljunga kommun i Västergötland och ingår i Ätrans huvudavrinningsområde.